# Die Hexe vom Triesnerberg
Die Hexe vom Triesnerberg, sottotitolo Eine Erzählung aus Liechtensteins dunklen Tagen (in italiano lett. "La strega di Triesnerberg. Un racconto dai giorni bui del Liechtenstein"), è un romanzo storico della scrittrice Marianne Maidorf pubblicato nel 1908.

## Storia editoriale
L'opera fu pubblicata a Zurigo dalla Orell Füssli con le illustrazioni realizzate da Melchior Annen sulla base dei disegni di Peter Balzer, che fece la conoscenza di Marianne durante una vacanza a Gaflei.
È stata ristampata dalla H.P. Gassner di Vaduz nel 1980, mentre un esemplare originario del libro, con la dedica scritta dall'autrice a Peter Balzer, è conservato nella Walserbibliothek di Triesenberg.
Infatti Berta Schauer, entrata in possesso del libro, lo mostrò allo studioso Engelbert Bucher, che gli attribuì un alto valore intellettuale e, riuscito ad aggiungerlo alla propria collezione, lo donò prima al suo ufficio parrocchiale e poi alla comunità.

## Trama
La storia si svolge nel 1636 nell'insediamento Walser di Triesnerberg. La povera Lucia si prende cura di Anna Stöss, ragazza gravemente malata e di misera famiglia contadina, ma viene arsa viva con l'accusa di stregoneria.
La famiglia di Anna allora, accoglie e accudisce come una figlia l'orfana Gretli, che si innamora ricambiata di Alois Stöss. Ad amare il ragazzo è, tuttavia, anche la subdola Stina Rüdi, che sparge la voce che Gretli sia una strega per impedire che i due si sposino.
La calunniata finisce per essere catturata, torturata nel castello di Vaduz e condannata al rogo. La sete di vendetta per un amore respinto è quindi il pretesto per una caccia alle streghe, mentre il ruolo del clero appare positivo.

## Critica
All'interno del romanzo l'autrice raccolse leggende del Liechtenstein ed elementi folcloristici. Inoltre rappresenta la prima elaborazione letteraria sul tema dei Tobelhocker, oltre che figurativa attraverso le sue illustrazioni.
Il romanzo contribuì alla popolarità dell'omonima leggenda sulla strega di Triesnerberg, tra le più note riguardo la stregoneria in Liechtenstein. A livello linguistico contiene anche elementi dialettali.
Per la sua attinenza con la cultura popolare è stato più volte menzionato dalla letteratura secondaria, ad esempio nel volume 66 dello Schweizer Volkskunde (1976).

## Opere derivate
Niklaus Eggenberger creò una versione teatrale in 11 atti del romanzo intitolata Die Hexe von Triesenberg, messa in scena per la prima volta a Grabs (Svizzera) nel 1931.
In Liechtenstein venne eseguita con la regia di David Büchel a Balzers nel 1938, figurando tra i successi maggiori di quel periodo. Venne rappresentata di nuovo nel 1947, con anche la direzione musicale di Severin Brender, ma ottenne un riscontro discreto.
A differenza del romanzo, lo spettacolo presenta un lieto fine: il conte Franz Maria von Hohenems riesce all'ultimo momento a trarre in salvo Gretli, che godrà di una felice vita coniugale con Alois. A Stina viene riservato un finale di stampo cristiano e, pentendosi dei propri misfatti, si ritira in monastero.

## Edizioni
- (DE) Die Hexe vom Triesnerberg. Eine Erzählung aus Liechtensteins dunklen Tagen, illustrazioni di Melchior Annen basate sui disegni di Peter Balzer, Zurigo, Orell Füssli, 1908.
- (DE) Die Hexe vom Triesnerberg. Eine Erzählung aus Liechtensteins dunklen Tagen, illustrazioni di Melchior Annen basate sui disegni di Peter Balzer, Vaduz, H.P. Gassner, 1980.